# Odontostilbe dialeptura
Odontostilbe dialeptura és una espècie de peix de la família dels caràcids i de l'ordre dels caraciformes.

## Morfologia
- Els mascles poden assolir 3,4 cm de llargària total.[5]

## Alimentació
Menja diatomees, algues i llavors.

## Hàbitat
Viu en zones de clima tropical entre 22 °C - 35 °C de temperatura.

## Distribució geogràfica
Es troba a Centreamèrica: vessant pacífic de Panamà i Costa Rica.